# Septenärsystem
Als Septenärsystem bezeichnet man ein Zahlensystem, das auf der  Basis 7 fußt. Auf die Bedeutung eines solchen Zahlensystems für die Hebräer weist die besondere Rolle der Zahl 666 hin, von der im Alten Testament des Öfteren die Rede ist.

## Beispiele
- Musiktheorie: Heptatonische Skalen verwenden sieben Tonstufen.
- Wochentage: Die Woche hat sieben Tage